# Jacques Demy
Jacques Demy (Pontchâteau, Loire-Atlantique, 5 de junho de 1931 – Paris, 27 de outubro de 1990) foi um diretor e roteirista de cinema francês.

## Biografia
Em 1956, recebeu menção honrosa no Festival de Berlim pelo documentário de curta-metragem Le sabotier du Val de Loire.
Em 1964 ganhou a Palma de Ouro e o prêmio OCIC no Festival de Cannes por Les parapluies de Cherbourg (1964).
Em 1966, Les parapluies de Cherbourg foi nomeado ao Oscar da academia, nas categorias de melhor canção original (I Will Wait for You), melhor trilha sonora original (Michel Legrand) e melhor roteiro roteiro escrito diretamente para o cinema. Em 1969, seu filme Les Demoiselles de Rochefort (1967) foi novamente indicado ao Oscar, na categoria de melhor trilha sonora de filme musical.
Foi casado com a cineasta Agnès Varda.

## Filmografia
- 1988 - La table tournante
- 1988 - Trois places pour le 26
- 1985 - Parking
- 1982 - Une chambre en ville
- 1980 - La naissance du jour (TV)
- 1979 - Lady Oscar
- 1973 - L'événement le plus important depuis que l'homme a marché sur la lune
- 1972 - The Pied Piper[1]
- 1970 - Peau d'âne[2]
- 1969 - Model Shop
- 1967 - Les Demoiselles de Rochefort[3]
- 1964 - Les parapluies de Cherbourg[4][5]
- 1963 - La baie des anges[6][7]
- 1962 - Les sept péchés capitaux (episódio: A luxúria)
- 1961 - Lola
- 1959 - Ars
- 1959 - La mère et l'enfant
- 1958 - Musée Grévin
- 1957 - Le bel indifférent
- 1955 - Le sabotier du Val de Loire